# IC 1173
IC 1173 — галактика типу SBc () у сузір'ї Геркулес.
Цей об'єкт міститься в оригінальній редакції індексного каталогу.